# Wartburg 311
De Wartburg 311 is een model van het automerk Wartburg, dat van 1955 tot 1965 gebouwd werd door Automobilwerk Eisenach (AWE) in Eisenach, Oost-Duitsland. De afgeleide sportuitvoering heet Wartburg 313 en is van 1957 tot 1959 gebouwd. Van 1965 tot 1967 werd de technisch gewijzigde maar uiterlijk vrijwel identieke Wartburg 312 geproduceerd.

## Uitvoeringen
De Wartburg was gebaseerd op de IFA F9 en nam in wezen daarvan de motor en het chassis over, maar had een nieuwe carrosserie. De productie van de voorserie begon in 1955. Voorgesteld werden de Limousine (sedan) 311-0 (standaard) en 311-1 (de luxe), Cabriolet 311-2 en Kombi 311-9 (naar de zijkant scharnierende achterdeur) op de Leipziger Frühjahrsmesse van 1956.
De serieproductie begon medio 1956, de Coupé 311-3 (met grote panoramische achterruit en volledig verzinkbare zijruiten) en de Camping-Limousine 311-5 (een soort luxe kombi met achteraan een opvouwbaar dak) verschenen na de Leipziger Frühjahrsmesse van 1957. Speciaal voor de politie bouwde AWE de vierdeurs open Kübelwagen 311-4, slechts in kleine oplage werd de Pick-up 311-7 met 500 kg laadvermogen.

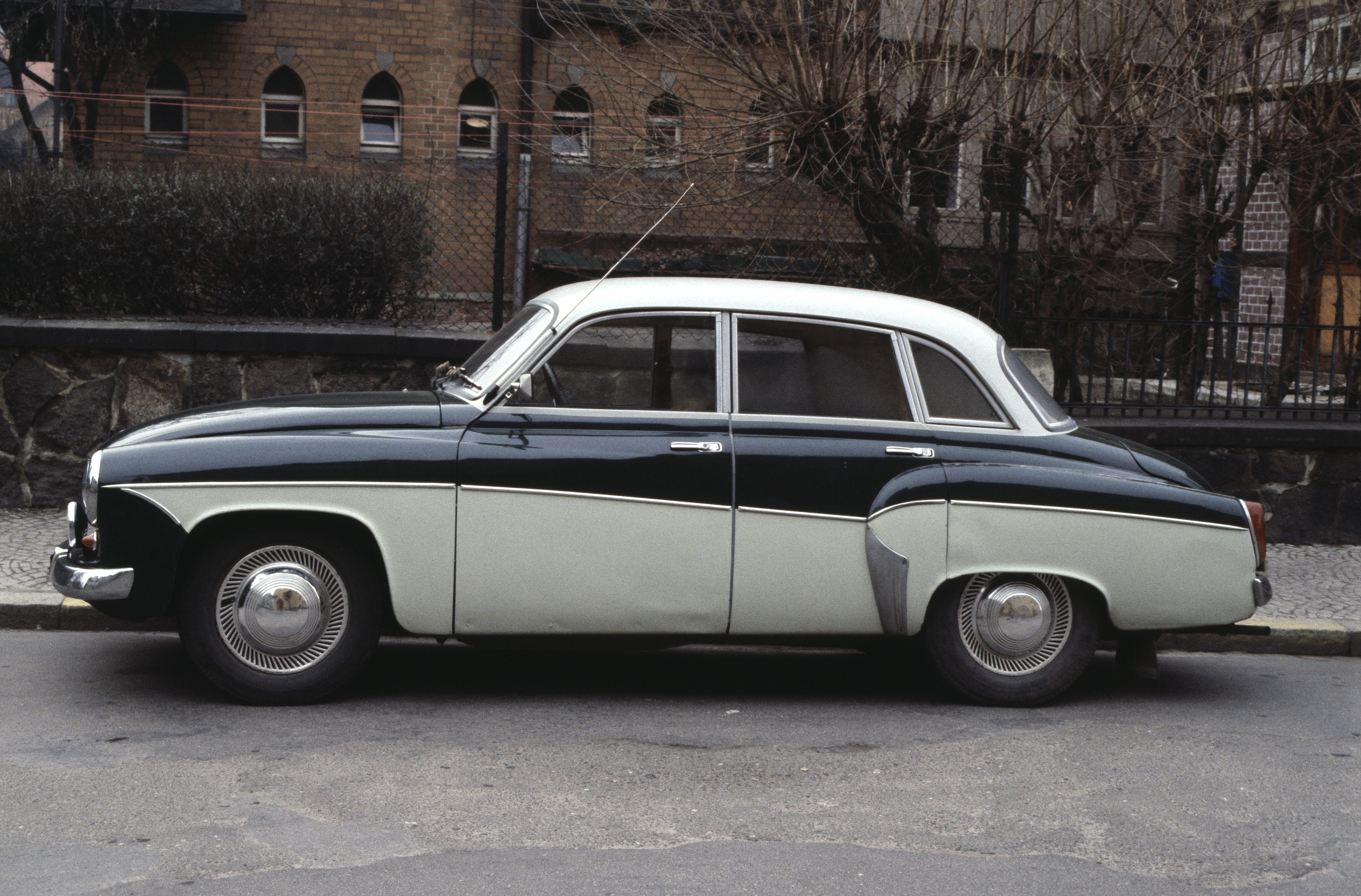
Wartburg 311-1
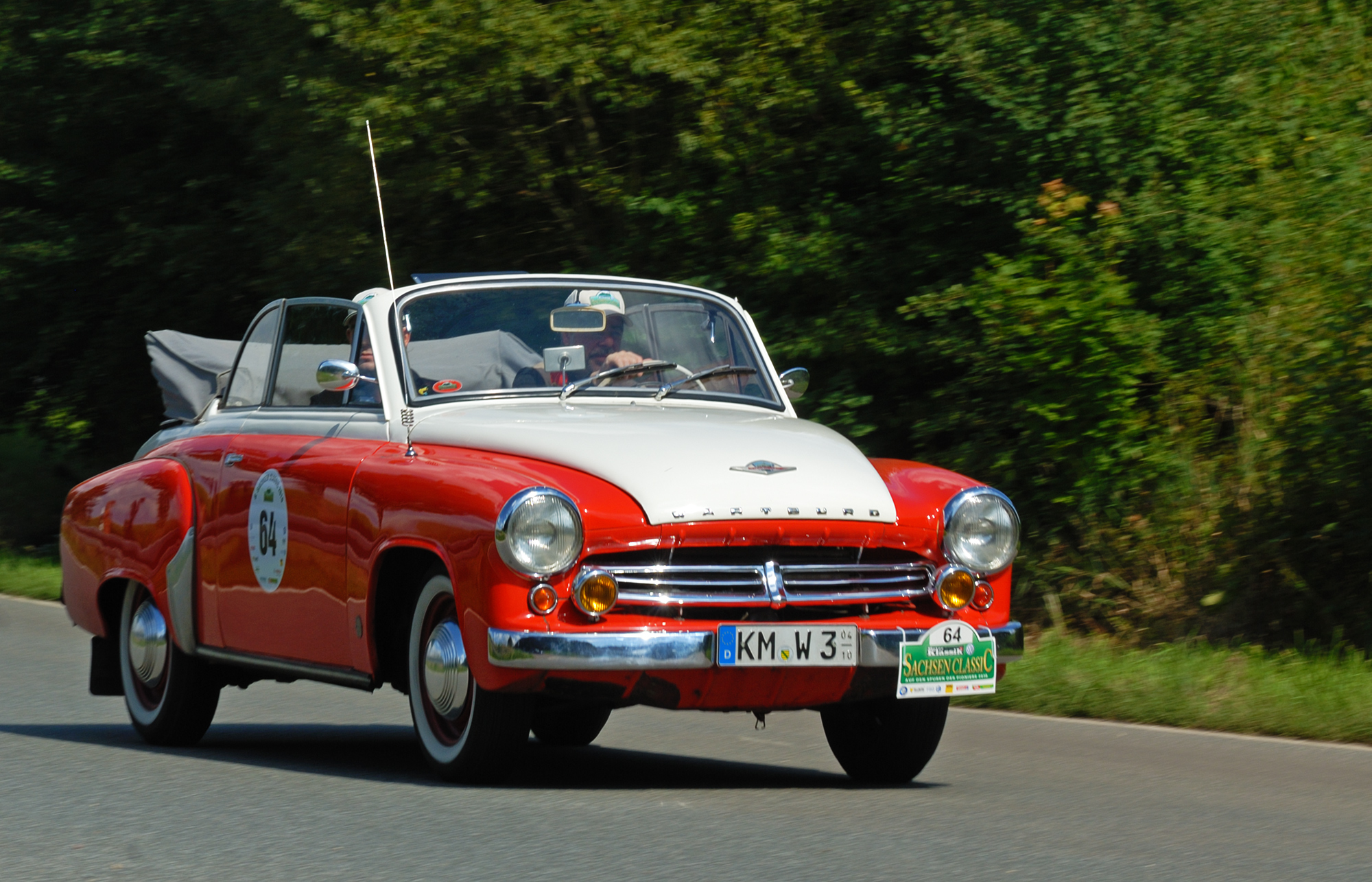
Wartburg 311-2
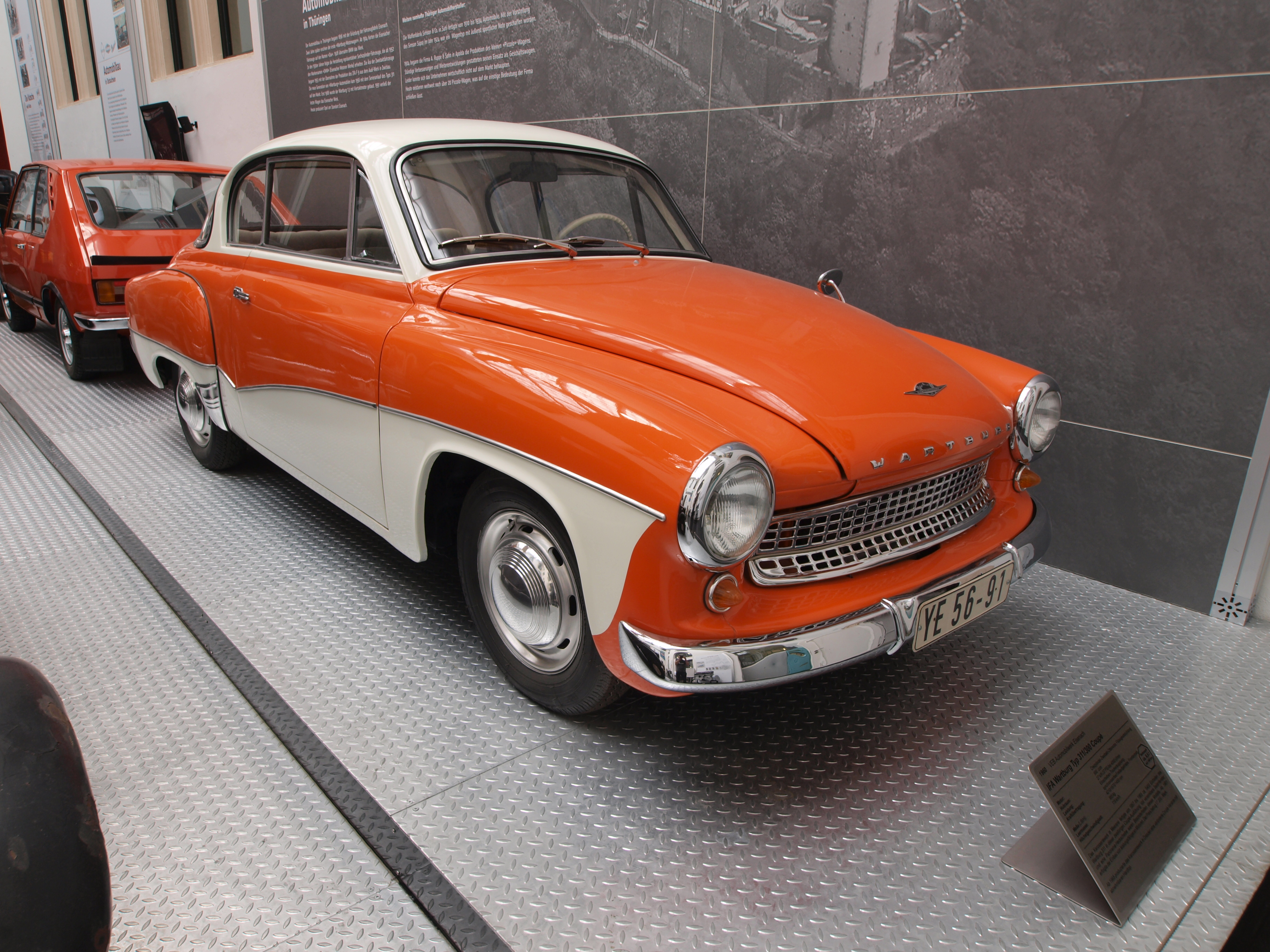
Wartburg 311-3
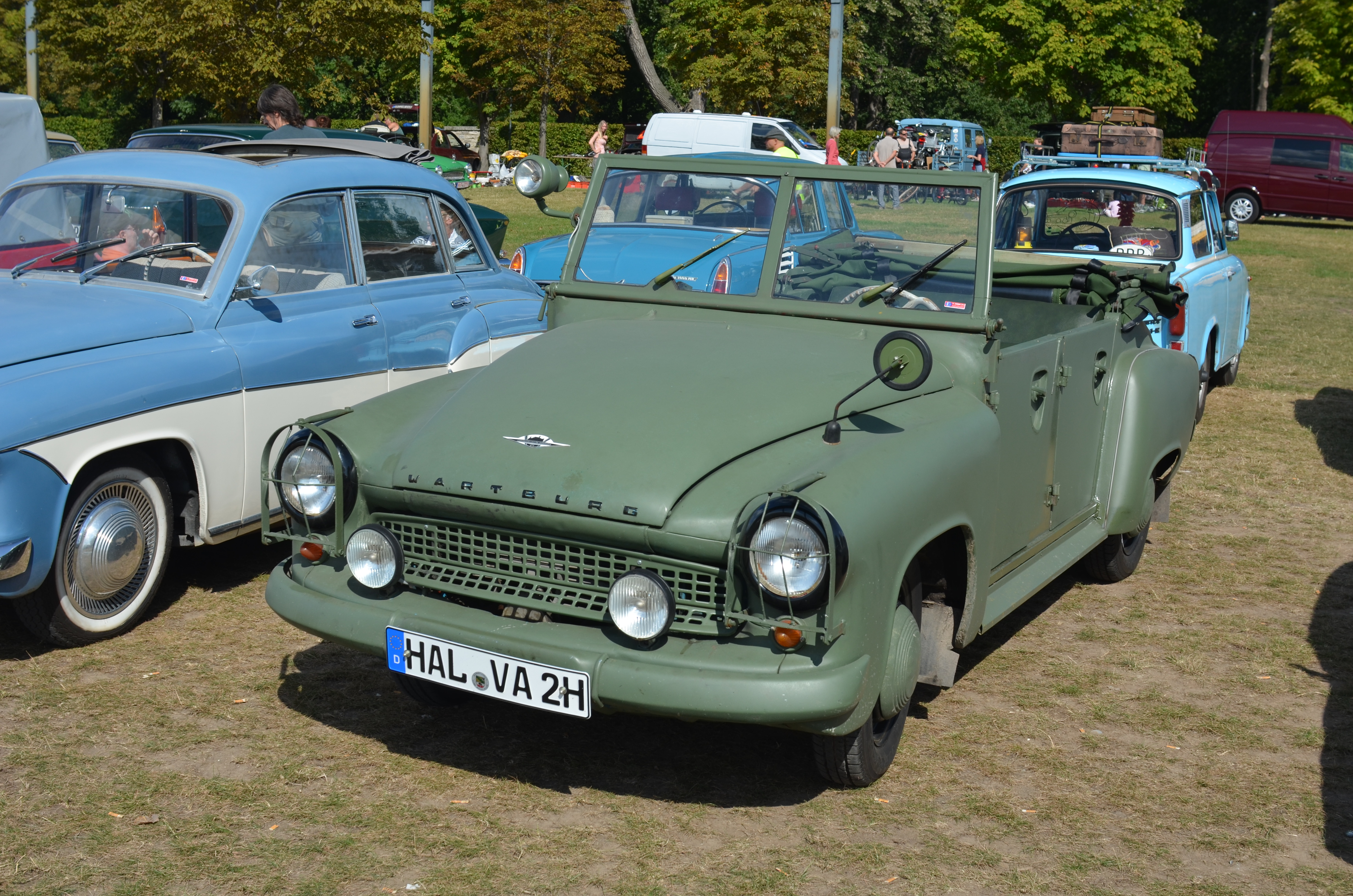
Wartburg 311-4
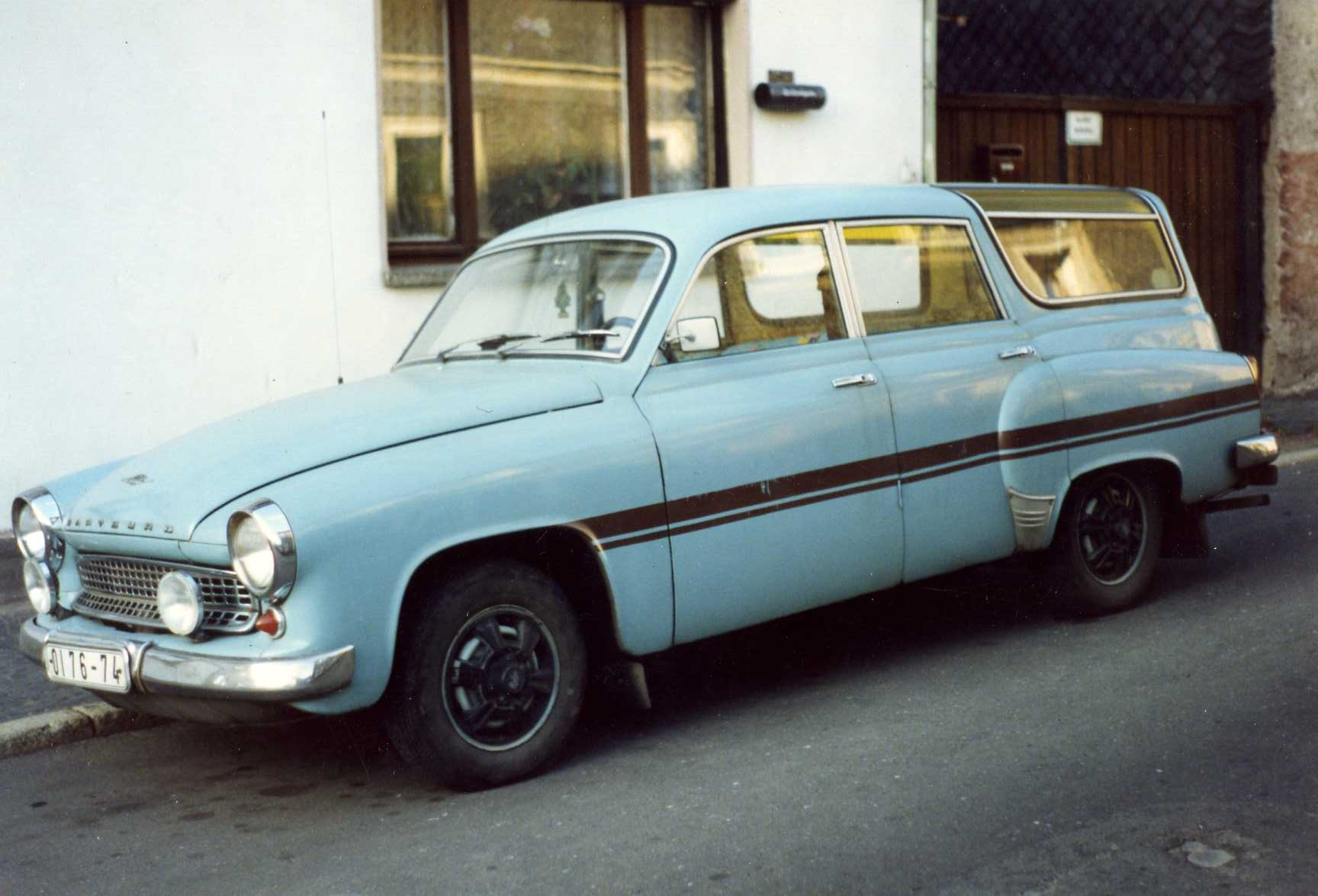
Wartburg 311-5
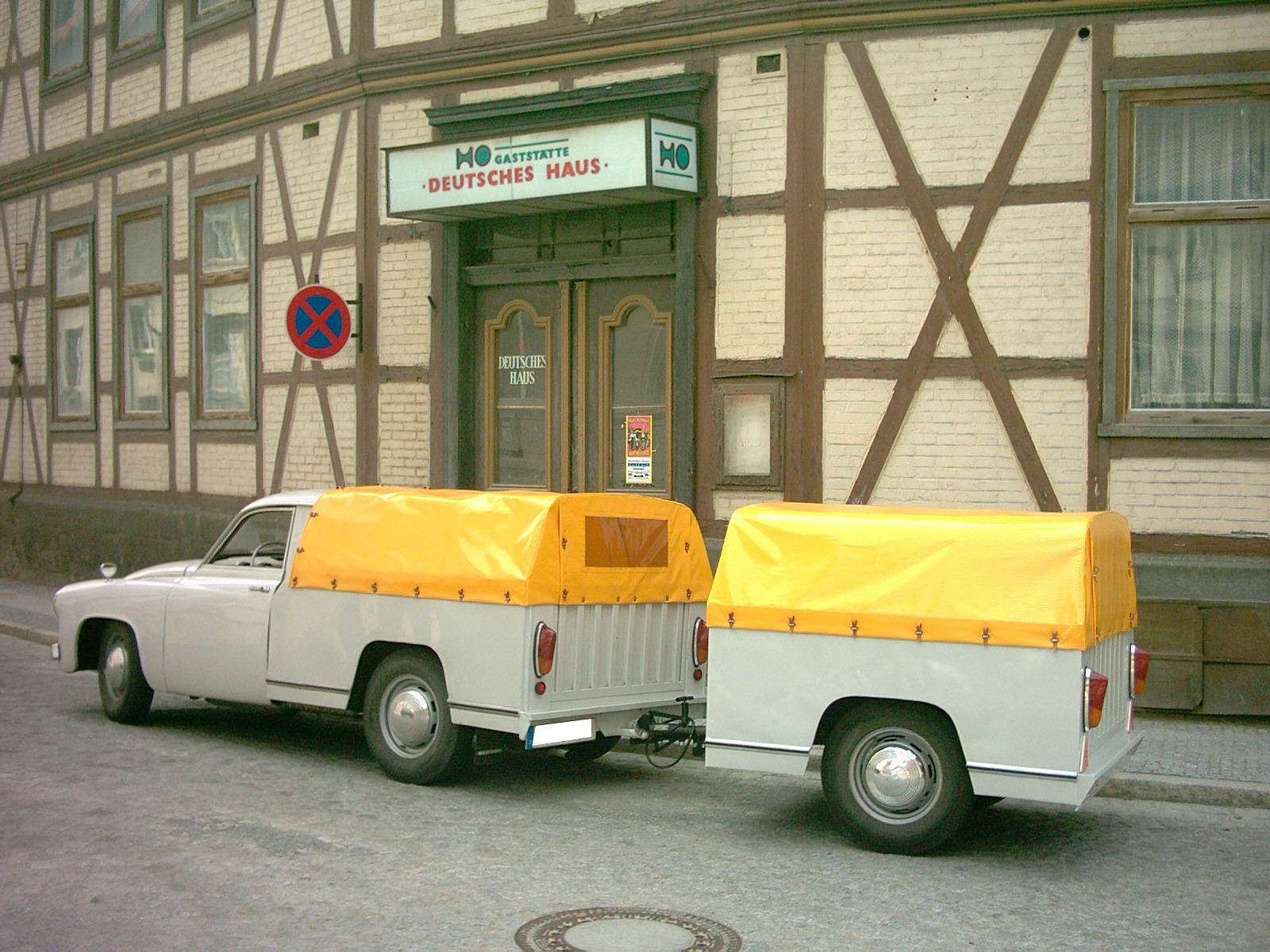
Wartburg 311-7
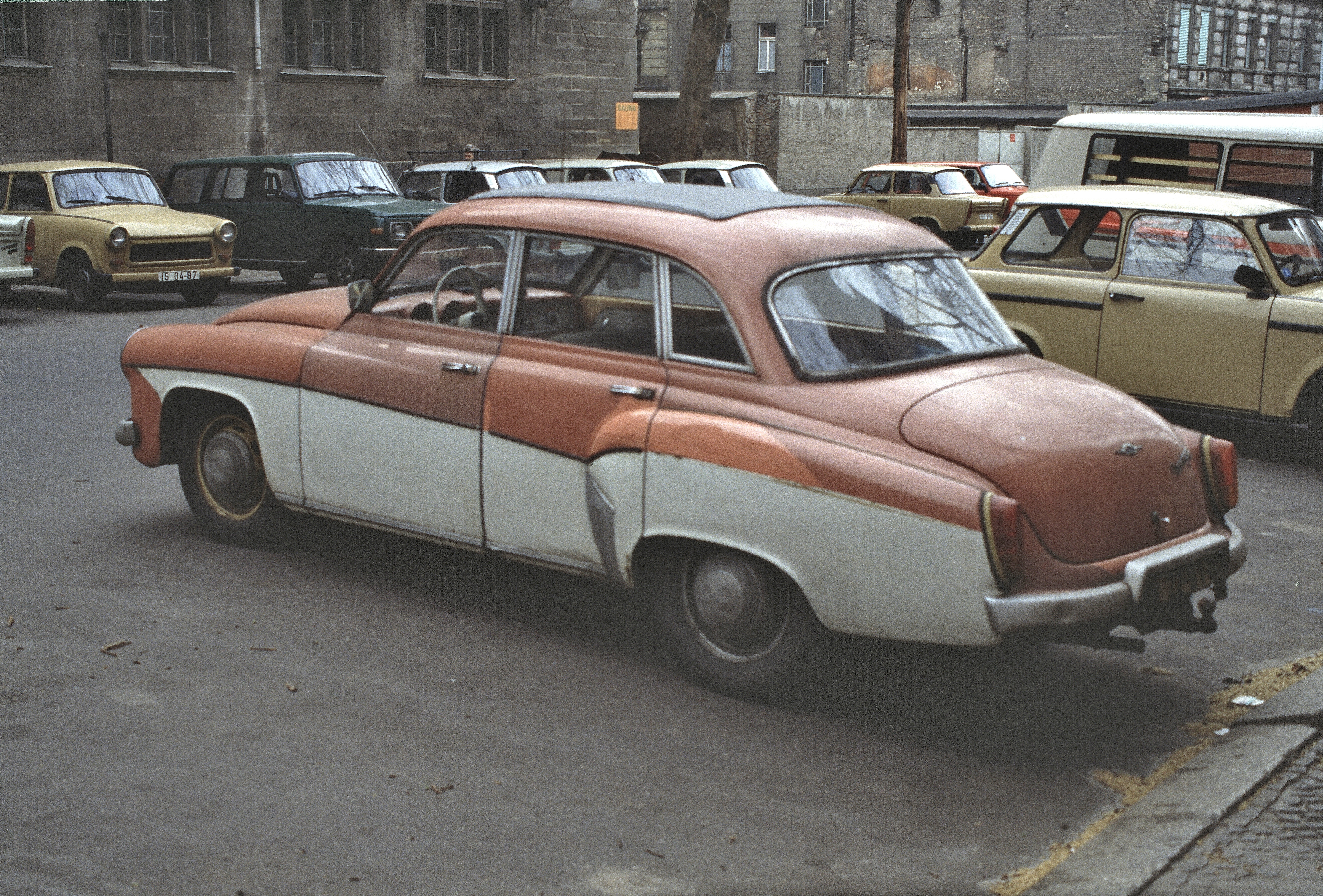
Wartburg 311-8 (vouwdak)
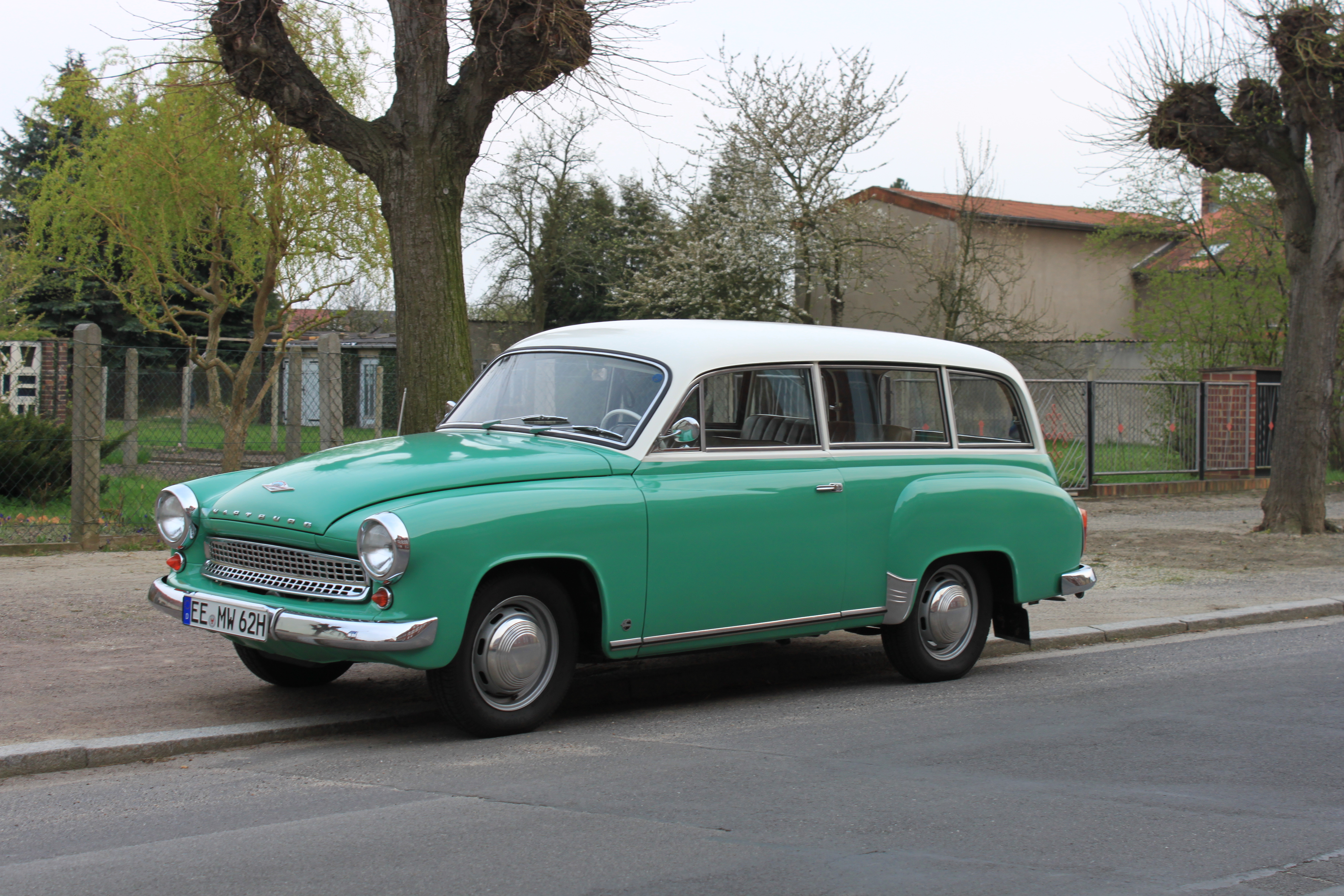
Wartburg 311-9

De vorm en kleurstelling van alle civiele Wartburg-modellen was verrassend elegant en passend in de tijd. Op de Leipziger Frühjahrsmesse van 1959 werd een nieuwe grille geïntroduceerd voor alle typen (gelijk aan de Wartburg Sport 313-1), betere remmen en parallel geplaatste ruitenwissers. In 1958 waren de remvoeringen breder geworden, bovendien werden voor duplexremmen gemonteerd. Daardoor moesten ook de aandrijfassen (een zwak punt van de F9 en 311) gewijzigd worden. Later kreeg de Wartburg zelfs een remdrukbegrenzer voor de achterste remmen (onder de achterbank), die het blokkeren van de achterwielen bij een noodstop moest verhinderen.
De 311 Kombi werd gemaakt bij VEB Karrosseriewerk Halle en liep in tegenstelling tot de 313-1 wel langer door. De opbouw van de 311 Camping-Limousine werd geproduceerd door Karrosseriewerke Dresden. Gebouwd werden tot 1961 in totaal 150.000 wagens met 900cc-motor (in 1961 vermogenstoename van 37 tot 40 pk), waarvan 469 tweedeurs Wartburg Sport 313-1.

## 313-1

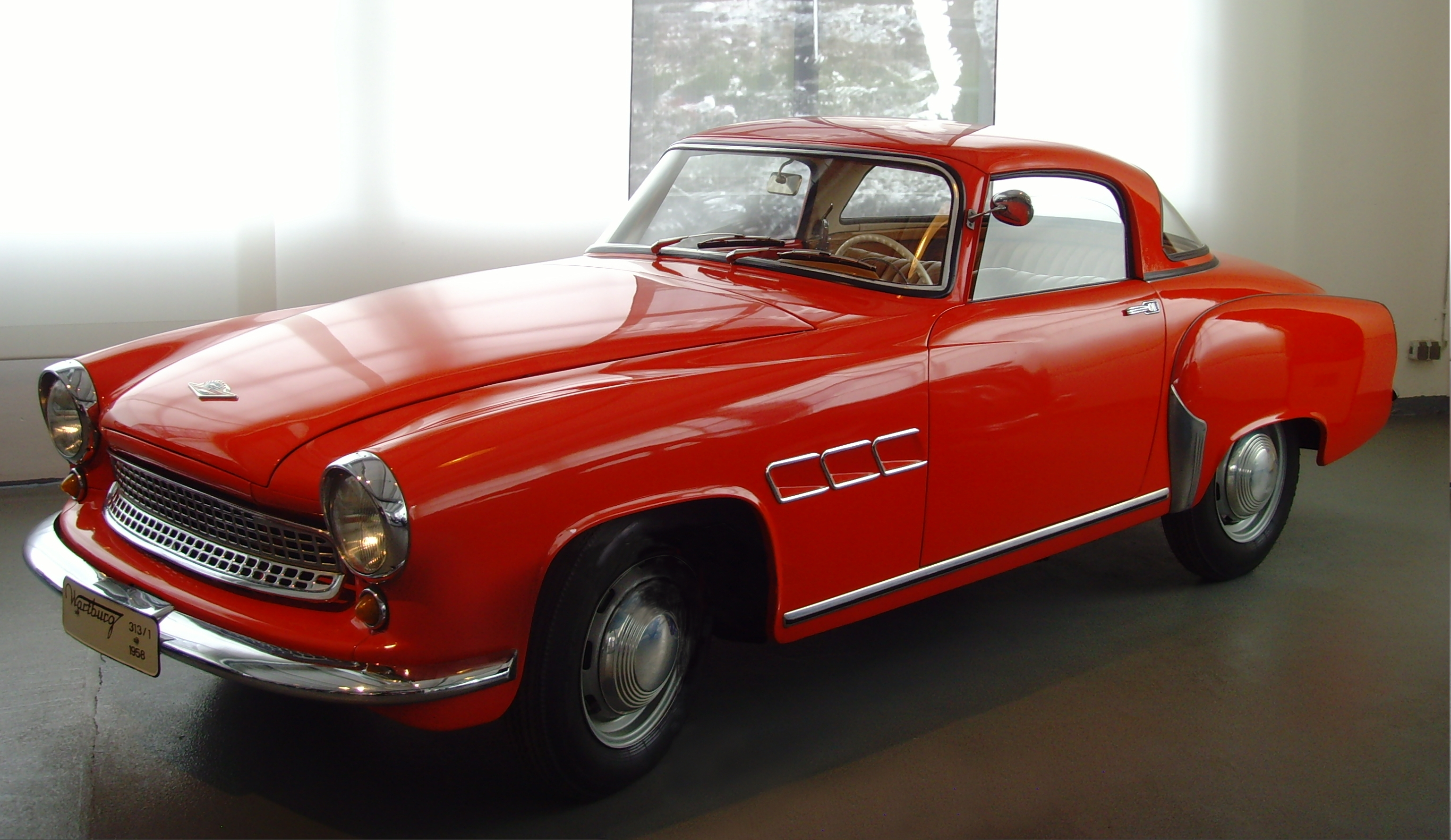
Wartburg Sport 313-1 (1958)

Een bijzonder model was de in 1957 voorgestelde Wartburg Sport 313-1, een cabriolet voorzien van een 50 pk motor met dubbele carburateur en afneembare hardtop. Deze tweezitter (met opbergruimte achter de voorstoelen) met uitgebreide lederuitrusting en lange motorkap (met drie functieloze luchtsleuven) was het topmodel van alle Wartburg-uitvoeringen. Dit model (geproduceerd bij VEB Karrosseriewerke Dresden en AWE) was maar tot 1960 in het programma en werd pas in 1965 door de Wartburg HT 1000 (Karrosseriewerke Dresden) afgelost.

## 311-1000 en 312
In 1962 kreeg de Wartburg een eenlitermotor met 45 pk zoals ook het opvolgende tussentype 312 en uitsluitend aanvankelijk de 353 deze zouden krijgen. De vierdeurs Camping-Limousine met zijdelingse plexiglasruiten op de dakrand werd gebouwd tot 1963, de Coupé tot 1965.
De Kombi kwam begin 1964 met een gemoderniseerde achterzijde en naar boven klappende achterdeur. Een gedeeltelijk nieuwe carrosserie kreeg de Hardtop-Coupé 311-300 HT (roadster met afneembaar coupédak, ook als HT 1000 aangeduid) die in maart 1965 werd gepresenteerd en vanaf juli 1965 bij Karrosseriewerke Dresden geproduceerd.
Bijna 109.000 stuks van de 311 met 1000cc-motor werden geproduceerd tot in september 1965 de 312-1 verscheen met het chassis en verdere kenmerken van de latere 353 (onafhankelijke wielophanging met schroefveren rondom, 13 inch in plaats van 15 inch wielen, geen doorsmeerpunten meer, tweespaaks stuurwiel), de carrosserie en de motor bleven gelijk. De roadster (ondertussen 312-300 HT) kreeg eveneens het 353-chassis. Het grootste deel van deze 4000 maal gebouwde uitvoering was voorzien van deze nieuwe onderbouw (en een aanvullend, volledig wegklapbare cabrioletkap met genaaide achterruit). Zijn hoekige frontpartij (nieuwe grille en naar voren verlengde motorkap) en de meer gestrekte achterkant vormden stilistisch de overgang naar de 353.
Van het 312-tussenmodel werden tot het einde van de productie in 1966 33.759 exemplaren gebouwd.

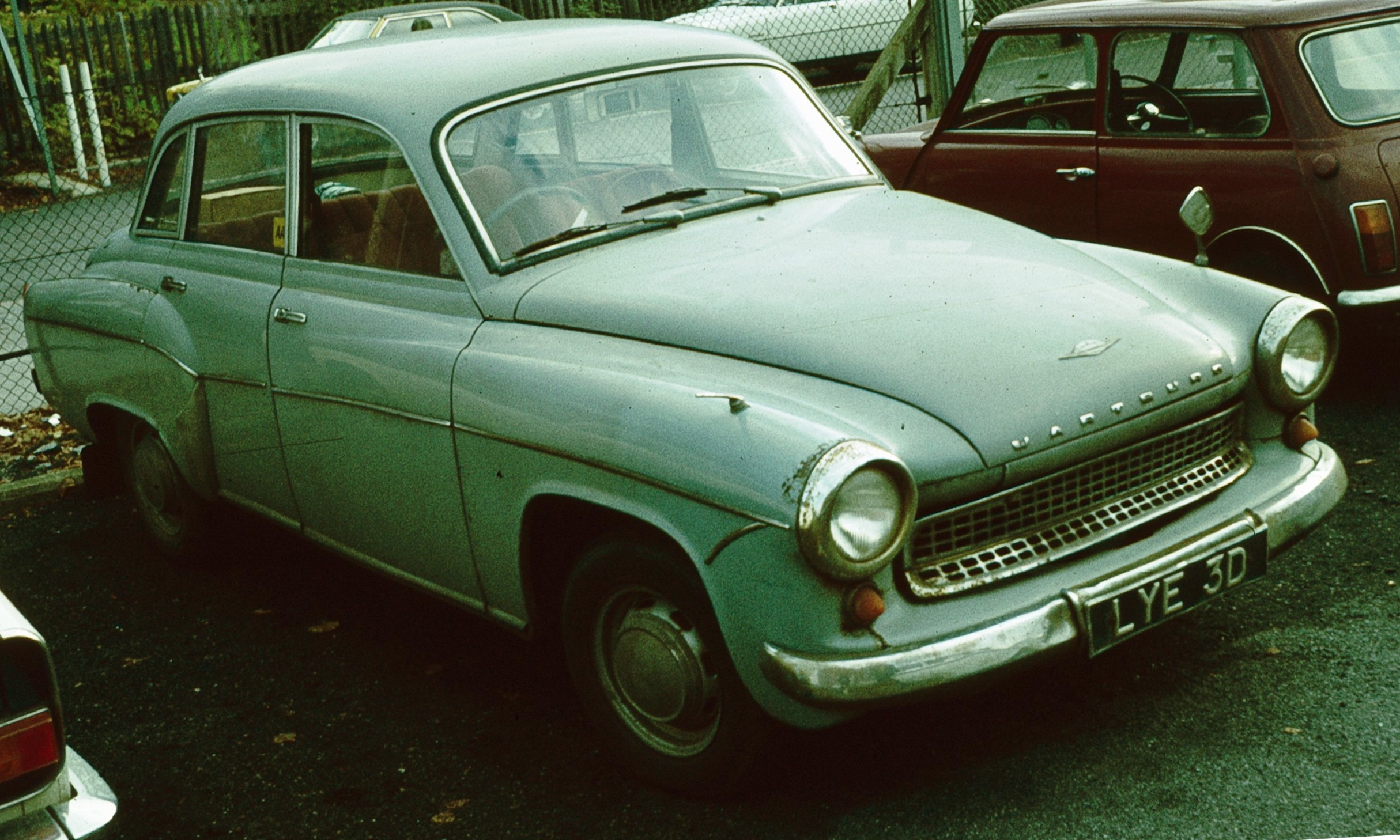
Wartburg 312-1 met rechtse besturing
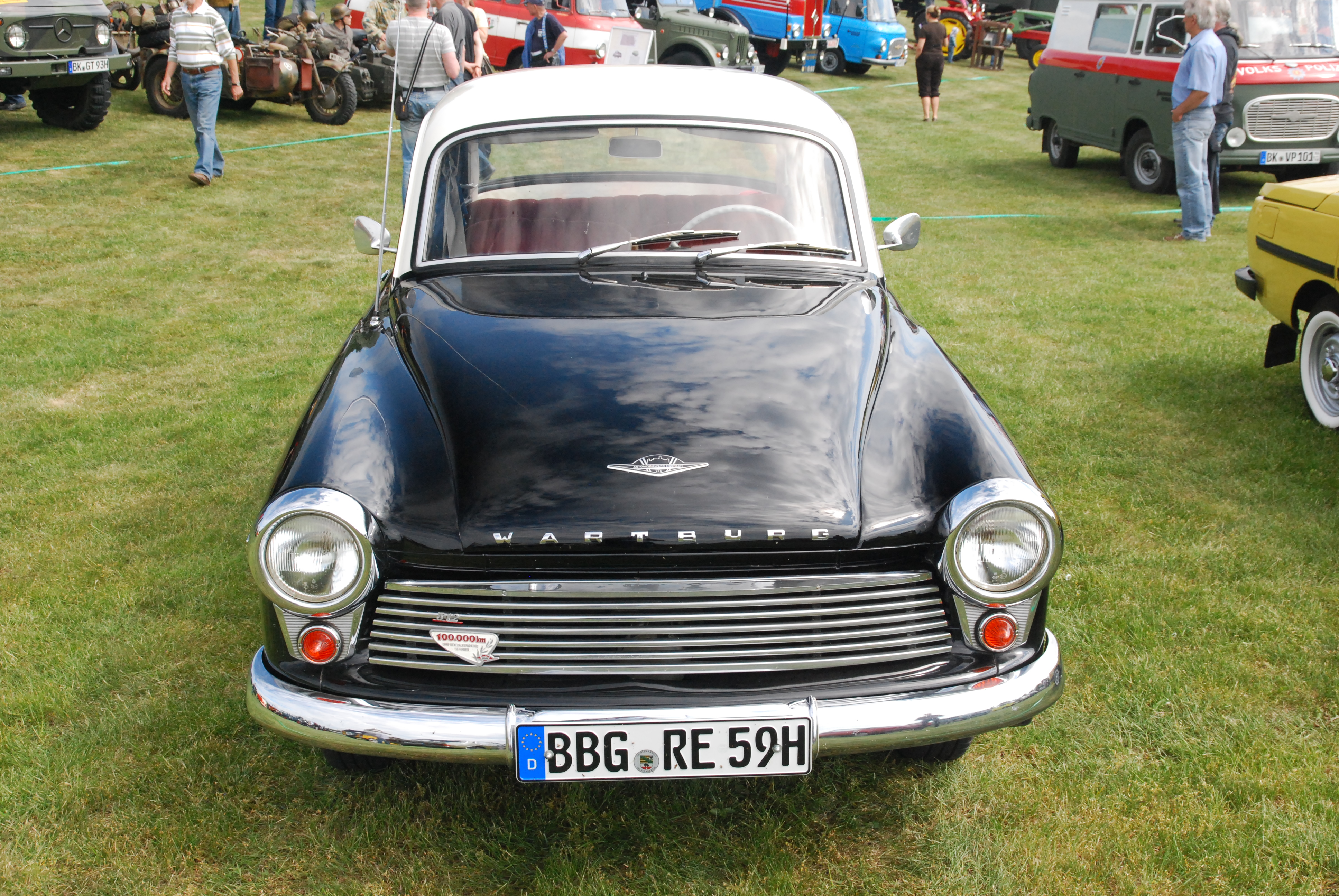
Wartburg 312-1 met nieuwe grille
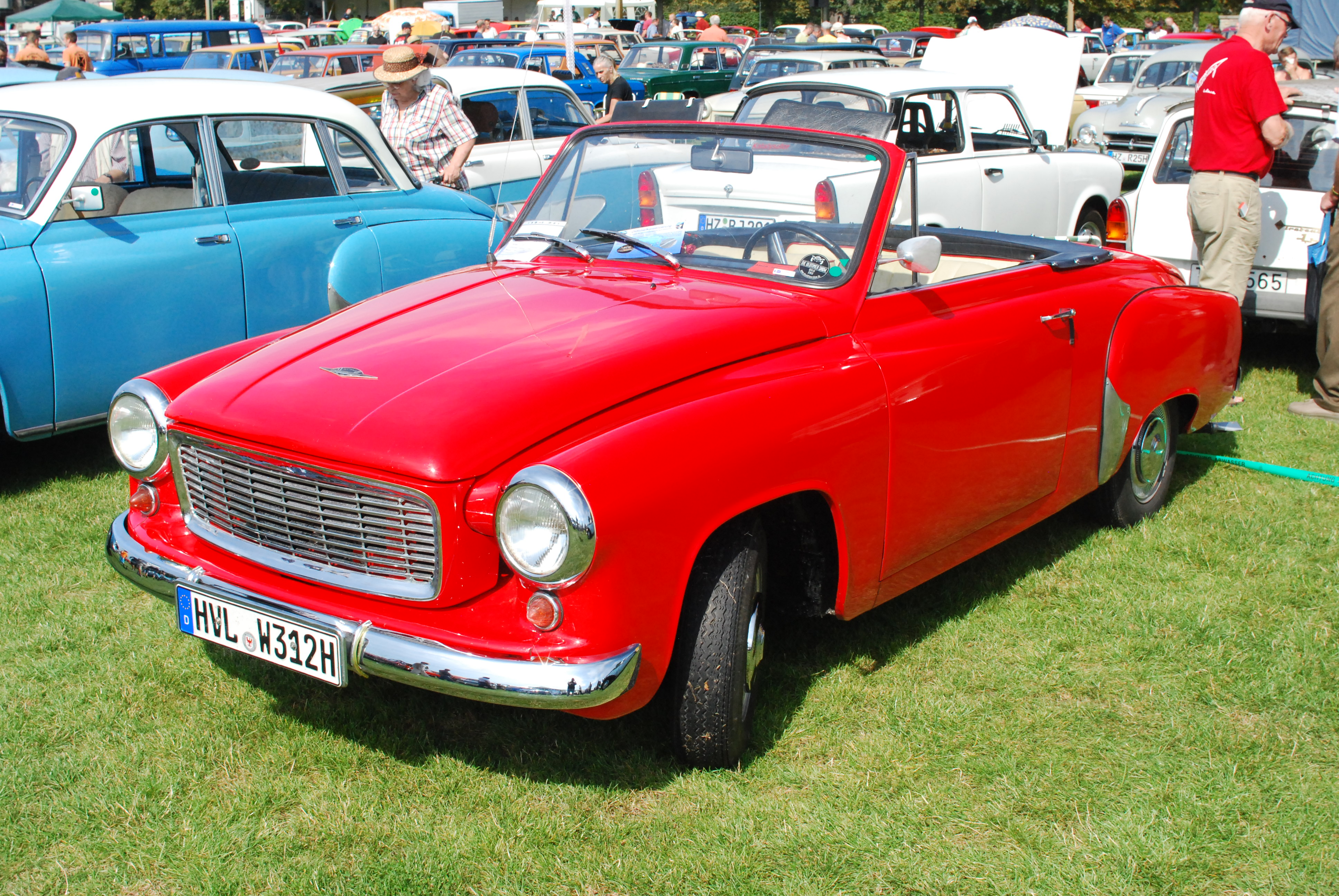
Wartburg 312-300 HT

## In Nederland en België
In de Benelux waren de Wartburg 311 en 312 een behoorlijk succes. In België wist importeur Pierreux, gevestigd in Huizingen, 5.561 exemplaren te verkopen. Pierreux bracht ook een extra luxe versie genaamd President op de markt.
In Nederland zijn 3.205 exemplaren verkocht, de importeur in Nederland was De Binckhorst Auto & Motor Import in Den Haag. In februari 1956 adverteerde men met het "Eisenacher type Wartburg", aanvankelijk aangeboden voor 5.995 gulden.

## Opvolging
In 1966 werd de Wartburg 353 gepresenteerd. Deze was gebaseerd op het 312-tussenmodel en nam daarvan de motor en het chassis over, maar had een geheel nieuwe carrosserie. De productie begon in juli 1966.
- Gemeinsame Normdatei: 4826360-6